# روزگار دوزخی آقای ایاز
روزگار دوزخی آقای ایاز یک رمان از رضا براهنی است که در سال ۱۳۴۹ نوشته شد. این رمان به زبان فرانسه ترجمه شده، ولی اصل فارسی فقط به صورت زیرزمینی تکثیر شده‌است.

## جایگاه رمان
این رمان در نظرسنجی وینش یکی از بیست داستان برتر قرن ایران شد.
هلن سیکسو دربارهٔ آن گفته:
کشف یک اثر، در طول زندگی کتابخوانی، حادثه‌ای است همان‌قدر کمیاب که سربرآوردن یک محبوب مرده از گور؛ چنین حادثه‌ای هر پنج یا ده سال یک بار اتفاق می‌افتد، با چنان نیرویی که آن روز انسان می‌تواند به واقعیت ادبیات پی ببرد. این ماجرا چند سال پیش برای من روی داد. وقتی که «روزگار دوزخی آقای ایاز» رضا براهنی را خواندم. برای من قیام قیامت بود. چه سعادتی در این‌که انسان ناگهان خبردار شود که سیاره دیگری، دنیای دیگری وجود دارد.
به خاطر دارم خواندن برای من تقریباً تحمل‌ناپذیر شده بود زیرا آثاری که از اعماق سرریز می‌شوند، برای مخیله من تحمل‌ناپذیرند. این آثار آزار می‌دهند زیرا در اطراف شر و بدی و راز بدی پرسه می‌زنند. از اینرو، دوست من رضا گول نخورده بود؛ او برای شروع کار مستقیماً وارد یک دوزخ شده بود؛ دوزخ گهوارهٔ تکوین‌ها. می‌گویم یک دوزخ، زیرا هر کسی دوزخ خود را دارد. دوزخ براهنی مانند کاخی مجلل و مزین است. آرشیوهای ایرانی و ترک و غربی را دربردارد. خاطرات و دانش‌های دایره المعارفی دارد. سرآغازین و مدرن است. باید می‌گفتم دوزخ‌ها، دوزخ‌های زیبا؛ زیرا دنیای رضا از همه جا دوزخی بیرون می‌کشد. ترانه زندان‌ها را می‌خواند یا جنایاتی را در خانواده.
رضا می‌بایستی به تبعید برود. این خواست ادبیات بود؛ زیرا او شهروند بسیار توانای ادبیات است. رضا، شاعر عظیم و در عین حال معلم خیال‌پرور و شاهد، مرد عمل و ادب، متعلق به سنت جهانی کیمیاگران کلمه و ابداع‌کنندگان آزادی‌های تازه است.